# Schweizer Parlamentswahlen 1999/Resultate Nationalratswahlen
Die Nationalratswahlen der 46. Legislaturperiode fanden am 24. Oktober 1999 statt. Eine Ersatzwahl im Kanton Obwalden erfolgte im Jahr 2001. Auf dieser Seite findet sich eine Übersicht über die Resultate in den Kantonen (Parteien, Stimmen, Wähleranteil, Sitze).